# Теорія розмірності
Теорія розмірності — частина  топології, в якій вивчаються розмірності — числові  топологічні інваріанти певного типу.
Розмірність визначаються тим чи іншим природним чином на широкому класі топологічних просторів.
При цьому, якщо {\displaystyle X} є поліедр (зокрема, многовид) розмірність {\displaystyle X} збігається з числом вимірів у сенсі елементарної геометрії.

## Типи розмірностей
- Індукційні розмірності ({\displaystyle \operatorname {Ind} } і {\displaystyle \operatorname {ind} })
- Розмірність Лебега ({\displaystyle \dim })
- Гомологічна розмірність
- Когомологічна розмірність

## Історія
Перше загальне визначення розмірності (великої індукційної розмірності {\displaystyle \operatorname {Ind} }) було дано  Брауером в 1913 році, воно ґрунтувалося на ідеї Пуанкаре.
У 1921  Менгер та  Урисон незалежно від Брауера і один від одного прийшли до схожого визначення (так звана мала індуктивна розмірність {\displaystyle \operatorname {ind} }). Найзагальніше визначення розмірності дав Гаусдорф в 1919 році (див. Розмірність Гаусдорфа)
Абсолютно інший підхід до поняття розмірності бере початок від Лебега.